# 2. općinska nogometna liga Koprivnica 1986./87.
"2. općinska nogometna liga Koprivnica" za sezonu 1986./87. je bila liga sedmog stupnja nogometnog prvenstva SFRJ. 
 
Sudjelovalo je 8 klubova, a prvak je bio "Tehničar" iz Cvetkovca.  

## Ljestvica
| mj. | klub                       | ut. | pob. | ner. | por. | gol+ | gol- | bod |
| --- | -------------------------- | --- | ---- | ---- | ---- | ---- | ---- | --- |
| 1.  | Tehničar Cvetkovec         | 14  | 9    | 3    | 2    | 47   | 20   | 21  |
| 2.  | Zagorec Koprivnica         | 14  | 9    | 2    | 3    | 49   | 34   | 20  |
| 3.  | Polet Goričko              | 14  | 7    | 4    | 3    | 45   | 29   | 18  |
| 4.  | Budućnost Jeduševac        | 14  | 8    | 2    | 4    | 30   | 33   | 18  |
| 5.  | Mladost Mali Otok          | 14  | 7    | 3    | 4    | 43   | 23   | 17  |
| 6.  | Omladinac-Sloga II Herešin | 14  | 5    | 2    | 7    | 28   | 40   | 12  |
| 7.  | GOŠK Gotalovo              | 14  |      |      |      |      |      | 6   |
| 8.  | Mladost Kutnjak            | 14  | 0    | 0    | 14   | 16   | 61   | 0   |

## Rezultatska križaljka
| kratica | klub                       | BUD | GOŠK | MLAK | MLAMO | OMLS | POL | TEH | ZAG |
| --- | -------------------------- | --- | ---- | ---- | ----- | ---- | --- | --- | --- |
| BUD | Budućnost Jeduševac        |     |      |      |       |      |     |     |     |
| GOŠK | GOŠK Gotalovo              |     |      |      |       |      |     |     |     |
| MLAK | Mladost Kutnjak            |     |      |      |       |      |     |     |     |
| MLAMO | Mladost Mali Otok          |     |      |      |       |      |     |     |     |
| OMLS | Omladinac-Sloga II Herešin |     |      |      |       |      |     |     |     |
| POL | Polet Goričko              |     |      |      |       |      |     |     |     |
| TEH | Tehničar Cvetkovec         |     |      |      |       |      |     |     |     |
| ZAG | Zagorec Koprivnica         |     |      |      |       |      |     |     |     |
| |                            |     |      |      |       |      |     |     |     |
| podebljan rezultat - utakmice od 1. do 7. kola (1. utakmica između klubova) rezultat normalne debljine - utakmice od 8. do 14. kola (2. utakmica između klubova) rezultat nakošen - nije vidljiv redoslijed odigravanja međusobnih utakmica iz dostupnih izvora rezultat smanjen * - iz dostupnih izvora nije uočljiv domaćin susreta prekrižen rezultat - poništena ili brisana utakmica p - utakmica prekinuta 3:0 p.f. / 0:3 p.f. - rezultat 3:0 bez borbe n.i. - nije igrano |                            |     |      |      |       |      |     |     |     |

 Izvori:

## Unutrašnje poveznice
- 1. općinska liga Koprivnica 1986./87.
- Međuopćinska liga Koprivnica 1986./87.